# 史瓦帝尼航空
史瓦帝尼航空是史瓦帝尼的國家航空公司，是南非航空、南非航空快運和南非航空連結的聯盟。

## 歷史
皇家斯威士全國航空是合資公司，由史瓦帝尼政府(60%)和南非航空連結(40%)共同營運皇家斯威士全國航空公司(RSNAC)，皇家斯威士全國航空是史瓦帝尼的國家航空公司。在1999年7月，斯威士蘭航空開始營運，當時只有一架福克F28(由RSNAC租賃給斯威士蘭航空)，並有一條航線：曼齊尼至約翰內斯堡和達累斯薩拉姆。在2000年6月，捷流-41取代了福克F28繼續服務。

## 服務/航線
現時斯威士蘭航空有一條航線：曼齊尼至約翰內斯堡

## 機隊
現時斯威士蘭航空有八架飛機 (2018年4月17日):ERJ-135

## 外部連結
- 官方網站（页面存档备份，存于）
- 斯威士蘭航空機隊